# 돤무훙량
돤무훙량(端木蕻良)은 중국의 문학가이다.

## 생애
돤무훙량은 랴오닝성(遼寧省) 창투현(昌圖縣)에서 태어났다. 만주족인 돤무훙량의 원명은 차오한원(曹漢文)이고 때로 차오징핑(曹京平)이라고 부르기도 한다. 잘 알려진 돤무훙량은 필명이다. 1931년 만주사변 이후에 유랑민이 된 동북작가군을 대표하는 작가로, 1932년에 좌익작가연맹에 가입하였다. 돤무훙량과 뜻을 함께한 동북작가들은 샤오훙, 샤오쥔, 수췬, 뤄빈지 등이 있다. 동북작가란 1931년 ‘9·18 만주사변’ 이후 일본 제국주의자들의 침략을 피해 중국 동북 지역의 지린성[吉林省], 랴오닝성[遼寧省], 헤이룽장성[黑龍江省]을 떠나 문학 활동을 전개했던 작가 혹은 작가 그룹을 말하는데, 그래서 ‘동북작가군(東北作家群)’이라고도 한다. 이들의 작품은 일본 제국주의자들에게 핍박받는 동북 지역 사람들의 참상을 반영하고, 침략자에 대한 분노와 고향에 대한 그리움을 그려내고 있다 이들의 작품에는 동북 지역의 민속과 풍습 등이 구체적으로 묘사되어 있어 지역적 색채가 강하게 드러난다. 돤무훙량은 1930~1940년대에 가장 활발한 창작 활동을 했고, 돤무훙량이 쓴 대표적인 작품으로는 장편소설 『컬친치초원(科爾沁旗草原)』과 『대지의 바다(大地的海)』, 장편역사소설 『조설근(曹雪芹)』, 단편소설 「츠루호의 우울(?鷺湖的憂鬱)」 등이 있다. 이 책에 실린 「츠루호의 우울」은 1936년 8월 1일 『문학(文學)』 제7권 제2호에 발표되기도 하였다.

## 돤무훙량을 연기한 배우
주아문 - 2014년 (황금시대) 중화인민공화국 영화

## 참고
http://www.yes24.com/24/AuthorFile/Author/249513 돤무훙량 작가소개 & 대표작품
https://terms.naver.com/entry.nhn?docId=2180270&cid=41773&categoryId=50388 [네이버 지식백과] 대지적해 [大地的海] (낯선 문학 가깝게 보기 : 중국문학, 2013. 11., 박정훈, 박재우, 위키미디어 커먼즈)